# Onaping Falls
 (avril 2018).
Si vous disposez d'ouvrages ou d'articles de référence ou si vous connaissez des sites web de qualité traitant du thème abordé ici, merci de compléter l'article en donnant les références utiles à sa vérifiabilité et en les liant à la section « Notes et références ».
Onaping Falls est une ville dans la province Canadienne de l'Ontario, qui a existé de 1973 à 2000. 
Elle est issue de la création de la Municipalité régionale de Sudbury, et a été nommée selon les chutes de la rivière Onaping.
Au 1er janvier 2001, la ville et la Municipalité régionale ont été dissoutes et ont fusionné avec la ville du Grand Sudbury. La ville est maintenant une partie du Ward 3 du Conseil de Ville du Grand Sudbury, où elle est représentée par le conseiller Gerry Montpellier.
Dans le Recensement Canadien de 2011, les principales communautés d'Onaping Falls ont été répertoriés pour la première fois comme étant deux des six différents centres de population (ou des zones urbaines) du Grand Sudbury: Dowling (population de 1 690, 475.0 habitants au km2) et Onaping-Levack (population 2,042, 251.3 habitants au km2).

## Communautés
Onaping Falls est une fusion de trois communautés locales: Dowling, Onaping et Levack. Dowling est situé à 11 km de Onaping le long de la Route 144, tandis que Levack est situé au nord de la Route Municipale 8. Les plus petites subdivisions de Levack de la Station et Phelans sont également situés le long de la Route 144, entre Dowling et Onaping.
La région est connue pour son abondante offre de loisirs : la pêche, la chasse, la motoneige, le ski de fond et le ski alpin, ainsi que la plupart des autres sports de loisir sont des activités courantes pour les résidents.
Elle est devenue célèbre pour sa chute, d'où la rivière Onaping descend de 46 mètres. La ville est au point où le Bouclier Canadien rencontre le Bassin de Sudbury, causé par une chute de météorite il y a deux milliards d'années. Il y a un belvédère hors de la Route 144 appelé A. Y. Jackson Lookout,  nommé d'après l'artiste du célèbre Groupe des Sept qui a commémoré la vue sur sa toile.
La ville contient le Windy Lake Provincial Park.

## Histoire
Avant le début des années 1970, les communautés d'Onaping Falls étaient des villes dépourvues de gouvernement municipal direct.
Avec la naissance du gouvernement régional en 1973, la ville d'Onaping Falls est devenu une partie de la Municipalité Régionale de Sudbury, qui comprenait également les villes de Rayside-Balfour, Nickel Centre, Walden, de la Vallée de l'Est et de Capreol. Le nom de Onaping Falls a été choisi électoralement parmi trois propositions : Mountainvale présentée par la résidente de Levack Marie Carol, McLellan, Onaping Falls, présentée par le résident d'Onaping Ted Cunningham et Dowling, présenté par le conseil de Dowling. M. Cunningham a reçu 25 $ pour avoir soumis le nom retenu.
Le premier maire d'Onaping Falls fut Jim Coady, qui donna son nom à l'arène de Levack. Les autres maires d'Onaping Falls élus entre 1973 et la fusion avec la Ville du Grand Sudbury ont été Bob Parker, Shirley Mirka et Jean-Guy Chummy Quesnel.

## Politique
Onaping Falls fait partie du Ward 3 du Conseil de la Ville du Grand Sudbury, avec la majeure partie de l'ancienne ville de Rayside-Balfour. 
Une équipe de Solutions Communautaires a été créée en avril 2006, afin de relever les défis liés à la fusion des anciennes villes dans une Ville du Grand Sudbury. L'équipe des Solutions Communautaires a été constituée  de représentants de l'ensemble de la nouvelle ville (Jack Oatway, Marc Tassé, Martha Cunningham Closs, Keir Cuisine, Barry Brett, France Bélanger-Houle, Gisèle Chrétien) et présidée par Floyd Laughren. Le rapport final intitulé Constellation de la Ville a listé de nombreuses améliorations requises à la gouvernance municipale du Grand Sudbury. Le comité a visité et s'est entretenu avec les citoyens issus de plusieurs coins de la ville et de toutes les anciennes agglomérations. Le rapport réalisé en 2007, a recommandé que l'ancienne ville d'Onaping Falls soit représentée comme un unique Ward au conseil de la ville, mais à ce jour cela n'a pas été fait.

## Personnalités issues de la ville d'Onaping Falls
Les personnalités d'Onaping Falls comprennent le joueur Olympique Joe Derochie (Canoë, 1960, à Rome), des joueurs de la Ligue Nationale de Hockey, Dave Taylor (Kings, Los Angeles), Dave Hannan (Penguins, Pittsburgh) et Troy Mallette (Sénateurs, Ottawa), le cycliste Olympique Eric Wohlberg, l'athlète Paralympique (aviron) Steven Daniel et l'auteur Mark Leslie (Lefebvre). L'artiste et chanteur/compositeur Kevin Closs réside à Onaping Falls depuis 1990.

## Images

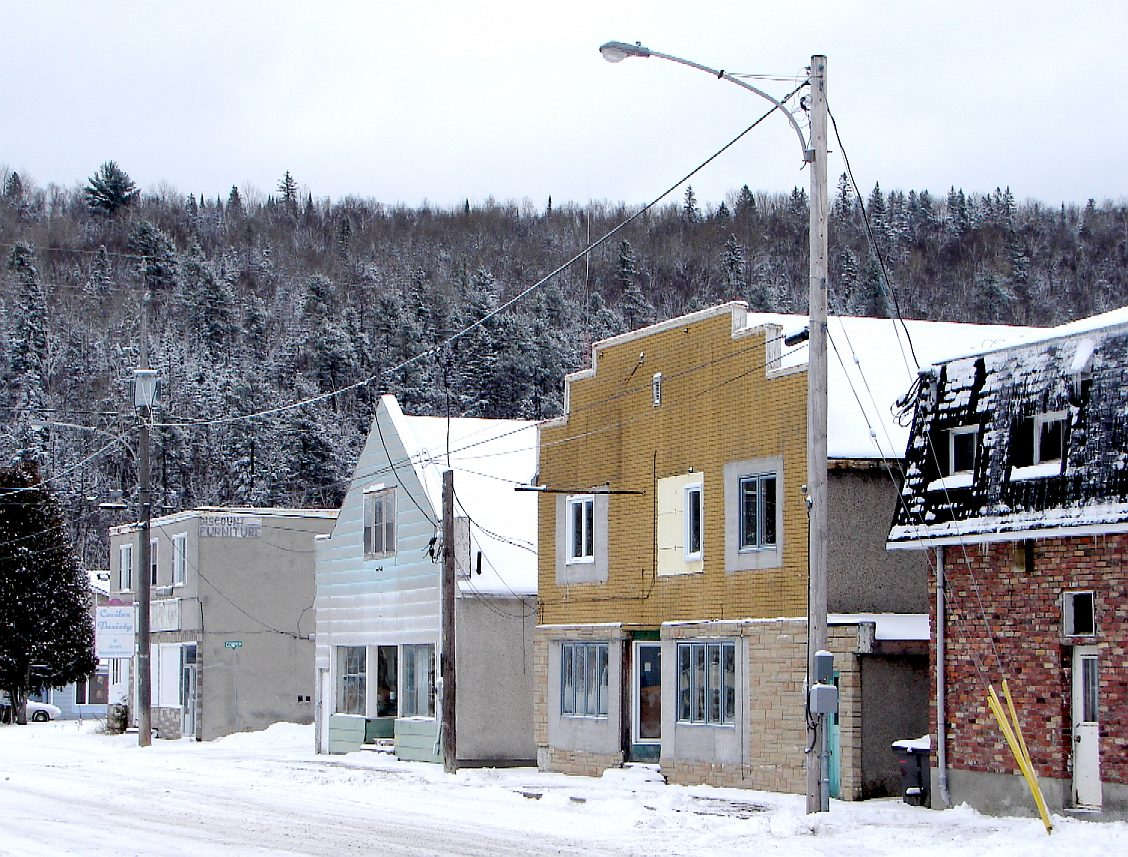
Levack
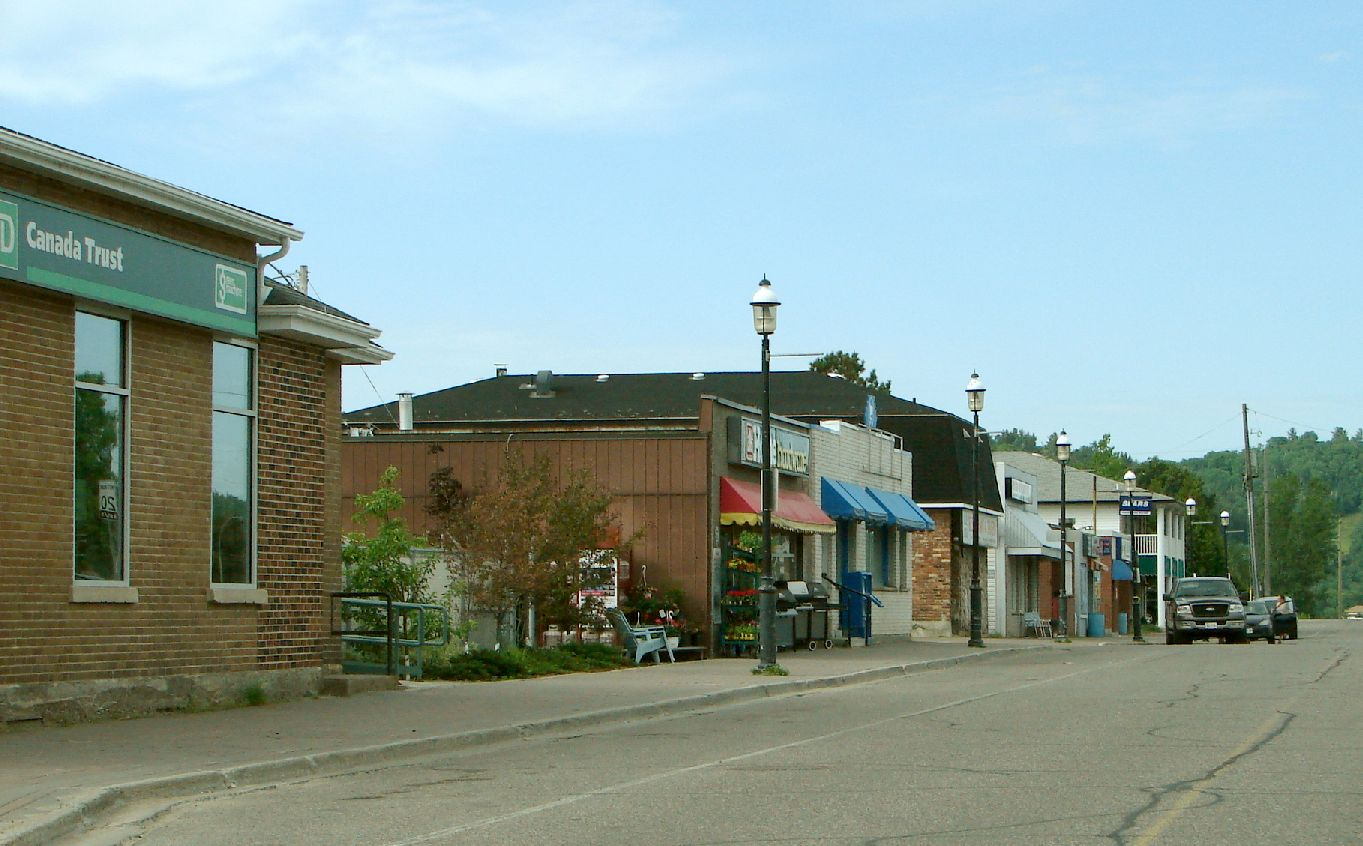
Levack
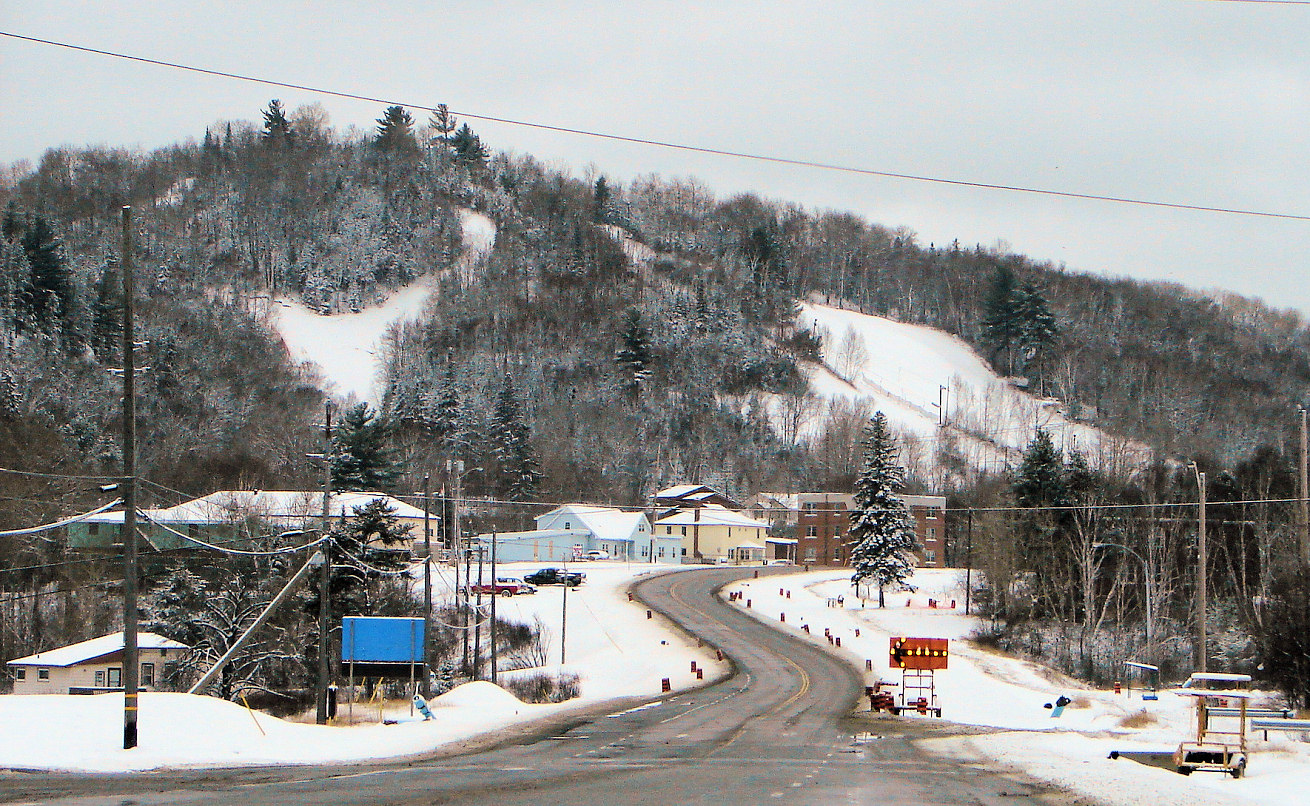
Onaping et les pistes de ski